# Mohsen Anani
Mohsen Mohamed Abdel-Mohsen Anani Yousef Mustafa (arabisch محسن محمد عبد المحسن عناني يوسف مصطفى, DMG Muḥsin Muḥammad ʿAbd al-Muḥsin ʿAnānī Yūsuf Muṣṭafā; * 21. Mai 1985 in Tunis) ist ein ägyptisch-tunesischer Leichtathlet, der sich auf den Hammerwurf spezialisiert hat und vor allem für Ägypten startend zahlreiche Erfolge feierte, darunter den Titel bei den Afrikameisterschaften 2010 in Nairobi.

## Sportliche Laufbahn
Erste internationale Erfahrungen sammelte Mohsen Anani im Jahr 2001, als er bei den Juniorenafrikameisterschaften in Réduit mit einer Weite von 57,11 m die Silbermedaille mit dem leichteren 6-kg-Hammer gewann. Anschließend schied er bei den Jugendweltmeisterschaften in Debrecen mit 65,38 m in der Qualifikationsrunde aus. Im Jahr darauf brachte er bei den Juniorenweltmeisterschaften in Kingston in der Vorrunde keinen gültigen Versuch zustande und 2003 siegte er mit 68,41 m bei den Juniorenafrikameisterschaften in Garoua, ehe er bei den Arabischen Meisterschaften in Amman mit 68,30 m den vierten Platz belegte. Daraufhin nahm er an den Afrikaspielen in Abuja teil und gelangte dort mit 67,24 min auf Rang fünf. Im Jahr darauf gewann er bei den Juniorenweltmeisterschaften in Grosseto mit 72,98 m die Silbermedaille mit dem 6-kg-Hammer und im Jahr darauf belegte er bei den erstmals ausgetragenen Islamic Solidarity Games in Mekka mit 65,90 m den vierten Platz. Anschließend gelangte er bei den Mittelmeerspielen in Almería mit 69,83 m auf Rang acht und schied dann bei den Weltmeisterschaften in Helsinki mit 71,78 m in der Qualifikationsrunde aus. Daraufhin zog er in die Vereinigten Staaten und studierte am Virginia Polytechnic Institute and State University. 2006 gewann er dann bei den Afrikameisterschaften in Bambous mit 69,22 m die Bronzemedaille hinter dem Südafrikaner Chris Harmse und Saber Souid aus Tunesien.
2007 gewann er bei den Afrikaspielen in Algier mit 72,00 m die Silbermedaille hinter dem Südafrikaner Chris Harmse. Anschließend belegte er bei der Sommer-Universiade in Bangkok mit 72,66 m den vierten Platz und verpasste dann bei den Weltmeisterschaften in Osaka mit 72,93 m den Finaleinzug. Im November siegte er mit 74,22 m bei den Panarabischen Spielen in Kairo. Im Jahr darauf nahm er an den Olympischen Sommerspielen in Peking teil und schied dort ohne einen gültigen Versuch in der Qualifikationsrunde aus. 2009 wurde er bei den Mittelmeerspielen in Pescara mit 71,58 m Fünfter und gelangte anschließend bei den Studentenweltspielen in Belgrad mit 69,91 m auf Rang zehn. Im August verpasste er bei den Weltmeisterschaften in Berlin mit 72,68 m den Finaleinzug und anschließend siegte er mit 71,30 m bei den Spielen der Frankophonie in Beirut, ehe er sich bei den Arabischen Meisterschaften in Damaskus mit 74,31 m die Silbermedaille hinter dem Kuwaiter Ali Mohamed al-Zankawi gewann. Im Jahr darauf siegte er mit 74,72 m bei den Afrikameisterschaften in Nairobi und klassierte sich anschließend beim Continentalcup in Split mit 69,77 m auf dem achten Platz. 2012 gewann er bei den Afrikameisterschaften in Porto-Novo mit 74,31 m die Silbermedaille und musste sich dort erneut nur dem Südafrikaner Harmse geschlagen geben und im Jahr darauf belegte er bei den Arabischen Meisterschaften in Doha den vierten Platz.
Seit 2017 ist Anani für Tunesien startberechtigt und gewann im selben Jahr mit 69,59 m die Silbermedaille bei den Arabischen Meisterschaften in Radès hinter dem Katari Ahmed Amjem al-Sifi. 2023 gewann er bei den Arabischen Meisterschaften in Marrakesch mit 67,48 m die Bronzemedaille hinter den Ägyptern Mostafa el-Gamel und Ahmed Tarek Ismail und kurz darauf sicherte er sich auch bei den Panarabischen Spielen in Algier mit 67,69 m die Bronzemedaille hinter el-Gamel und dem Katarer Ashraf Amgad el-Seify. Im Jahr darauf gewann er bei den Afrikaspielen in Accra mit 67,71 m die Silbermedaille hinter dem Ägypter el-Gamel und belegte dann bei den Afrikameisterschaften in Douala mit 69,20 m den vierten Platz. 2025 belegte er bei den Arabischen Meisterschaften in Oran mit 67,98 m den vierten Platz.
In den Jahren 2004 und 2005 sowie 2007 und 2009 wurde Anani ägyptischer Meister im Hammerwurf und 2023 und 2024 wurde er tunesischer Meister.